# 光复门
31°35′11″N 120°18′02″E / 31.58651°N 120.30043°E
光复门是江苏省无锡市的一座城门。

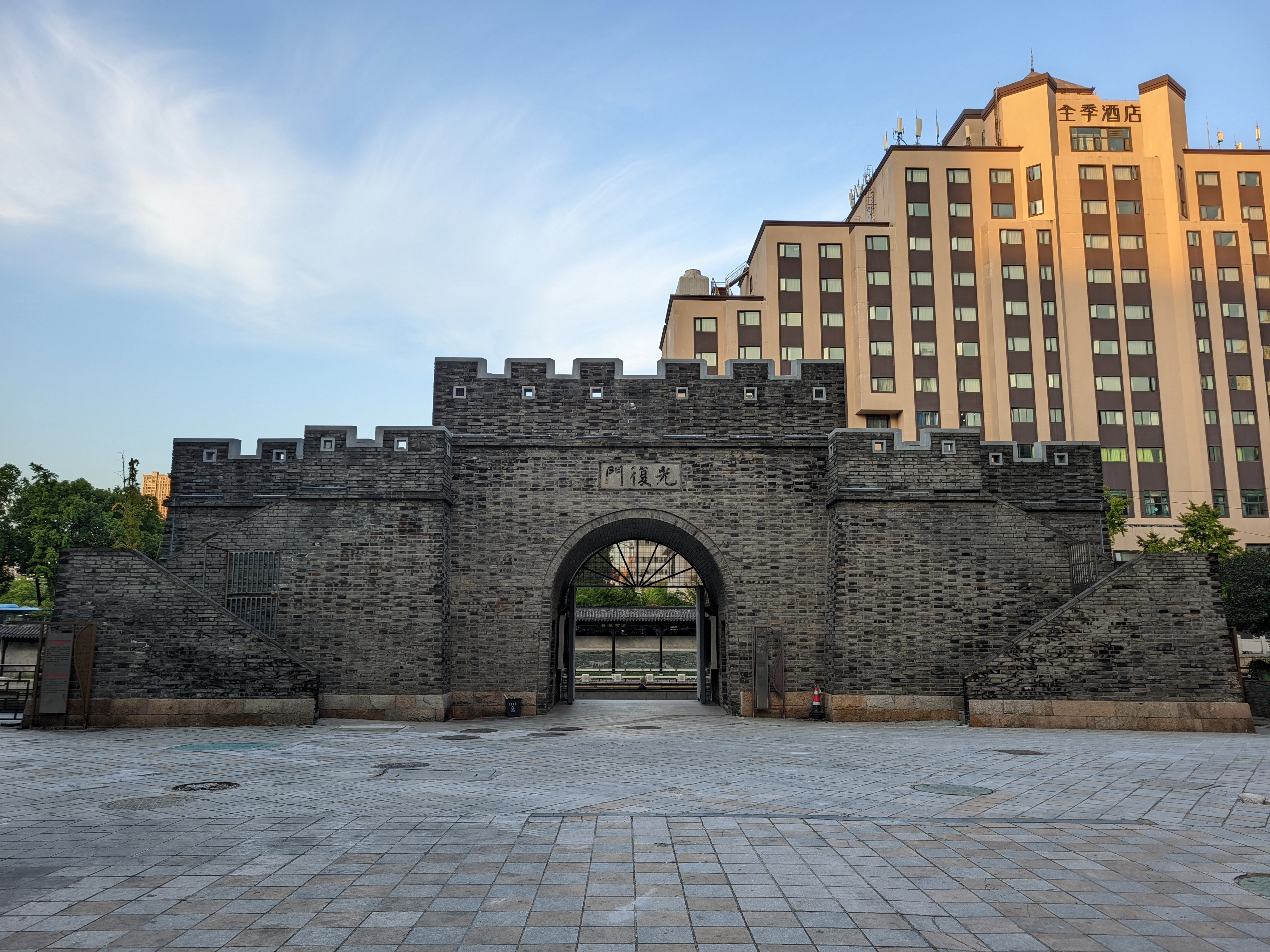
異地重建後的光復門

无锡城墙原有东南西北四座城门，清末沪宁铁路通车，火车站设于城北，但是，从车站进入控江门（北门）需要经过老戏馆弄、笆斗弄等数条曲折的巷弄，颇为不便，因此在1911年，金匮县于城东北新辟第五座城门，同时开辟通运路、汉昌路、圆通路等几条弹石路，可以通黄包车，以方便城内与火车站的交通。因完工时恰逢民国元年（1912年），取“驱除鞑虏，光复中华”之意，遂命名为“光复门”。
光复门出现在无锡民歌《无锡景》中。光复门一直保存到1950年无锡拓建环城解放路时，才被连同城墙一并拆除。2008年，光复门异地重建。